# Посольство України в КНР

Консульські округи України в КНР

Посольство України в Китайській Народній Республіці (кит.: 乌克兰驻华大使馆)— дипломатична місія України в Китайській народній республіці, знаходиться в Пекіні.

## Завдання посольства
Основне завдання Посольства — представляти інтереси України, сприяти розвиткові політичних, економічних, культурних, наукових та інших зв'язків, а також захищати права та інтереси громадян і юридичних осіб України, які перебувають на території Китаю та Монголії.
Посольство сприяє розвиткові міждержавних відносин між Україною і КНР на всіх рівнях, з метою забезпечення гармонійного розвитку взаємних відносин, а також співробітництва з питань, що становлять взаємний інтерес. Посольство виконує також консульські функції.

## Історія дипломатичних відносин
Після проголошення незалежності Україною 24 серпня 1991 року КНР визнала незалежність України 27 грудня 1991 року. 4 січня 1992 року між Україною та КНР було встановлено дипломатичні відносини. У березні 1993 року в Пекіні почало роботу Посольство України в КНР. Інтереси України в Монголії забезпечуються Посольством України в КНР.

## Керівники дипломатичної місії
| N    | Країна  | Посол                            | Китайською        | Інформація про терміни           |
| ---- | ------- | -------------------------------- | ----------------- | -------------------------------- |
| 1    | Україна | Плюшко Анатолій Дмитрович        | 阿纳托利·普柳什科 | (1993—1998) Посол                |
| т.п. | Україна | Султанський Павло Олександрович  | 苏丹斯基          | (1998—1999) Тимчасовий повірений |
| 2    | Україна | Литвин Ігор Антонович            | 伊戈尔·利特文     | (1999—2001) Посол                |
| 3    | Україна | Резнік Михайло Борисович         | 米哈伊爾·列茲尼克 | (2001—2003) Посол                |
| т.п. | Україна | Танасійчук Віктор Іванович       | 维克多·塔纳西丘克 | (2003—2004) Тимчасовий повірений |
| 4    | Україна | Камишев Сергій Олексійович       | 谢尔盖·卡梅舍夫   | (2004—2009) Посол                |
| 5    | Україна | Костенко Юрій Васильович         | 尤里·科斯坚科     | (2009—2012) Посол                |
| т.п. | Україна | Гамянін Василь Іванович          | 夏光              | (2012—2013) Тимчасовий повірений |
| 6    | Україна | Дьомін Олег Олексійович          | 焦明·奥列格       | (2013—2019) Посол                |
| 7    | Україна | Камишев Сергій Олексійович       | 谢尔盖·卡梅舍夫   | (2019—2021) Посол                |
| т.п. | Україна | Лещинська Жанна Валеріївна       | 列亲斯卡·张娜     | (2021—2023) Тимчасовий повірений |
| 8    | Україна | Рябікін Павло Борисович          | 帕夫洛·里亚比金   | (2023—2024) Посол                |
| 9    | Україна | Нечитайло Олександр Вячеславович |                   | (2025—) Посол                    |

## Генеральні консульства України в КНР

### Генеральне консульство України в Шанхаї
- Адреса: W402, Sun Plaza, 88, Xian Xia Rd. Шанхай, КНР, 200336
- сайт: https://shanghai.mfa.gov.ua [Архівовано 22 листопада 2021 у Wayback Machine.]
- Генеральні консули України в Шанхаї (乌克兰驻上海总领事馆) з 2001 року[7]

1. Мартиненко Микола Якович (2001—2004)[8];
2. Танасійчук Віктор Іванович (2004—2006);
3. Кармадонова Ганна Костянтинівна (2006—2009)
4. Бурдиляк Сергій Анатолійович (2009—2014)
5. Пономаренко Дмитро Георгійович (2016—2020)
6. Пушкін Артем Сергійович (з 2020)

### Генеральне консульство України в Гуанчжоу
- 510613, 广州市, 天河区, 天河北路 233, 1407房 / 510613, місто Гуанчжоу, район Тяньхе, вулиця Тяньхебей, будинок 233, офіс 1407
- https://guangzhou.mfa.gov.ua/posolstvo [Архівовано 15 серпня 2020 у Wayback Machine.]

- Генеральні консули України в Гуанчжоу з 2012 року

1. Березовський Віктор Анатолійович (2012—2015), консул[9]
2. Немиря Максим Борисович (2015—2019), генконсул[10]
3. Камков Дмитро Сергійович (2019—2022) в.о. ген.консула[11][12]
4. Капузо Сергій Георгійович (2022—), ген.консул[13][14]

### Генеральне консульство Української держави у Харбіні
1. Твердовський Петро Федорович (1918)